# جوليان ماسون
جوليان ماسون (بالفرنسية: Julien Masson)‏ (18 يونيو 1998 بفالنسيان في فرنسا - ) هو لاعب كرة قدم فرنسي في مركز الوسط.

## وصلات خارجية
- جوليان ماسون على موقع رابطة كرة القدم الفرنسية للمحترفين (الإنجليزية)
- جوليان ماسون على موقع قاعدة بيانات كرة القدم.إي يو (الإنجليزية)
- جوليان ماسون على موقع ليكيب (الفرنسية)
- جوليان ماسون على موقع Soccerway.com (الإنجليزية)